# Polygonatum robustum
Polygonatum robustum är en sparrisväxtart som först beskrevs av Sergei Ivanovitsch Korshinsky, och fick sitt nu gällande namn av Takenoshin Nakai. Polygonatum robustum ingår i släktet ramsar, och familjen sparrisväxter. Inga underarter finns listade i Catalogue of Life.